# Harry Warnken
Harry Warnken (Davenport, 5 ottobre 1884 – 30 aprile 1951) è stato un ginnasta e multiplista statunitense.

## Carriera
Warnken partecipò ai Giochi olimpici di Saint Louis 1904 nelle gare di triathlon e ginnastica. Giunse ottavo nel concorso a squadre, ottantunesimo nel concorso generale individuale, cinquantacinquesimo nel triathlon e ottantottesimo nel concorso a tre eventi.